# You’ve Changed
You’ve Changed ist ein Popsong von Carl T. Fischer (Musik) und Bill Carey (Text), der 1942 veröffentlicht wurde.
Die Ballade You’ve Changed hat die Liedform A-A'-B-A', und der Refrain in Es-Dur hat eine absteigende chromatisch-melodische Linie. Der Song wurde im Oktober 1941 erstmals für Columbia Records vom Harry James Orchestra mit dem Gesang von Dick Haymes eingespielt und verschaffte Haymes 1948 in den Vereinigten Staaten einen mittleren Charterfolg. Bekannt wurde der Song dann vor allem durch die Interpretationen von Nat King Cole (1947), Billie Holiday (1958) und Sarah Vaughan (1960).
Andrian Kreye erwähnt, dass vor allem Billie Holiday in ihrer Version auf der LP Lady in Satin „in dem Song plötzlich Abgründe“ entdeckte und „aus der Enttäuschung über eine erkaltete Liebe ein Manifest der Hoffnungslosigkeit schürfen“ konnte.
Ab Mitte der 1940er-Jahre entstanden zahlreiche Coverversionen des Songs, u. a. auch von Billy Eckstine, Ella Fitzgerald, Jackie Gleason, Etta James, Dakota Staton und Monica Zetterlund. Instrumentalversionen nahmen in den 1960er-Jahren u. a. auch Ruby Braff, Dexter Gordon, Johnny Griffin, Bobby Hackett, Coleman Hawkins, Johnny Hodges, Yusef Lateef, Ramsey Lewis und Buddy Rich auf. Außerdem wurde der Song von Marvin Gaye (1964), Diana Ross (Lady Sings the Blues, 1972), Joni Mitchell (Both Sides, Now, 2000) und von George Michael auf seinem Album Songs from the Last Century (1999) interpretiert.
Der Fischer-Carey-Song ist nicht mit You’ve Changed von Edward Heyman, Tony Martin und Victor Young zu verwechseln, der für den Film The Fabulous Senorita (1952) geschrieben wurde und später u. a. von Chet Baker und Hamiet Bluiett interpretiert wurde.